# 朱世英
朱世英（1918年6月26日—2021年3月25日），女，河北成安人，中国政治人物，中国人民大学法律系第一任系主任。

## 生平
1918年生于河北省成安县南姚堡村，毕业于北京绒线胡同小学。1932年考入北平师大女附中，1936年参加中华民族解放先锋队，进入东方女中。1937年七七事变后辗转于山西太原和陕西延安，参加西北战地服务团到晋察冀边区敌后抗日根据地工作。1938年8月加入中国共产党。1940年在晋察冀北岳区党委党校担任文化教员。1941年后，任唐县妇联宣传部长、平山县委宣传部干事。1945年调入中共中央晋察冀分局城工部工作。1948年任中共获鹿县委宣传部长。同年底调至中共中央华北局党校（1949年改为华北人民革命大学）工作。
1950年参与筹建中国人民大学。1950年8月至11月以及1960年8月至1964年8月，任法律系主任。1965年8月至1969年9月，任中国人民大学党委统战部部长。
1973年因中国人民大学停办，调至北京师范学院（1992年改称首都师范大学），担任政教系总支书记。1983年离休。著有自传《自述一生》。2021年3月25日上午11时15分逝世。

## 家庭
丈夫周铭高。